# Абазиев, Олег Борисович
Олег Борисович Абазиев (14 февраля 1949, Измаил, Одесская область — 5 июля 2016, Москва) — советский и российский художник, скульптор, профессор, заведующий кафедрой скульптуры Московского архитектурного института.

## Биография
Родился 14 февраля 1949 года в Измаиле, Одесская область.
Отец — Абазиев Борис Сергеевич (1918—1990) — военнослужащий, офицер флота; мать — Абазиева Антонина Захаровна (1914—1999) — служащая, дочь Анна Абазиева — куратор, художник-инсталлятор, перформансист, график.
В 1977 году закончил Московский художественный институт имени В. И. Сурикова по специальности художник-скульптор.
C 1980 года преподавал в Московском Архитектурном институте (МАРХИ).
В 2006 году возглавил кафедру скульптуры.
В своей педагогической деятельности Олег Абазиев большое внимание уделял преподавательской деятельности, а также практической работе со студентами МАРХИ; являлся автором различных заданий по композиции, автор программ для обучения молодых дарований.
Под его патронажем проводились различные творческие конкурсы для студентов, такие как «50 лет человека в Космосе» и «17 лет российского Интернета».
Приоритетным направлением в его педагогической деятельности являлся синтез между скульптурой и архитектурой.

## Творчество
Олег Абазиев установил первый в мире памятник Вацлаву Нижинскому в Париже, Монмартр, керамический барельеф «Чехов» на фасаде отеля «Оазис» (2004, Ницца); бронзовые бюсты Александру III Императрице Марии Федоровне в Королевском зале отеля «Негреско» (2004, Ницца); «Бюст персидского поэта Фирдоуси» (бронза, гранит) во дворе Библиотеки иностранной литературы имени М. И. Рудомино (2001, Москва).
Скульптор Олег Абазиев открыл для себя новое направление в скульптуре «Art-Mistika» и успешно работал в нем. Он создал галерею композиционных, скульптурных портретов писателей Э. А. По, Н. В. Гоголя, М. А. Булгакова, Юкио Мисима, Э. В. Лимонова, В. Г. Сорокина, а также триптих «Nosferatu», триптих «Колобокиада», диптих «Сон», «Самоклон Колобка», «Вальпургиева ночь», «Франкенштейн», «Коты в смерче», «Пугачевский бунт». Большинство этих работ включают в себя с электромеханику, внутреннюю подсветку и аудиотехнику.
К особо значимым работам автора можно отнести «Смерть Гоголя» (2008), «Юдифь» (2001), «Nosferatu. Граф Дракула» (2008), «Nosferatu 2. Ленин» (2008), «Портрет князя Андрея Голицына» (Париж), «Портрет принцессы княжества Монако Каролины» (Ницца) и множество других произведений.
Персональные выставки Олега Абазиева проводились в различных популярных галереях: «Царская башня», «Триумф»,"Галерея", «Сосны»- галерее на территории Администрации Президента РФ на Рублевском шоссе; работы мастера находятся во многих государственных и частных коллекциях и собраниях: коллекция Алека Вильденштейна в Париже и в его замке, в Музее Полины Виардо в замке города Ноан (бронзовый бюст Ивана Сергеевича Тургенева), им были изготовлены бронзовые призы для международного конкурса «Арабеск».